# Clinton Fearon
Clinton Fearon est un chanteur et musicien jamaïcain de reggae, né le 13 janvier 1951 dans la paroisse de Saint Andrew (Jamaïque) et établi à Seattle (États-Unis) depuis 1987.

## Biographie
Clinton Fearon est né près de Kingston mais grandit à la campagne dans la paroisse Sainte-Catherine.
Il découvre la musique dans l’église adventiste de sa paroisse en Jamaïque. Il sera sur les bancs de l'école aux côtés de Joseph Hill (plus tard membre du groupe de reggae jamaïcain Culture). À 16 ans il quitte les montagnes de Sainte-Catherine, s'installe à Kingston et crée le groupe The Brothers. Le groupe tente quelques auditions notamment chez Treasure Isle, sans succès. Mais c'est à travers ce groupe que Clinton Fearon rencontre Errol Grandison, qui lui proposera d'être le troisième Gladiator, en 1969, pour remplacer David Webber. Il entre d'abord dans le groupe comme guitariste. Après le départ d'Errol Grandison, il devient le bassiste et un des choristes  (occasionnellement chanteur principal, par exemple sur Chatty Chatty Mouth, Richman Poorman, Get Ready, Let Jah Be Praised, Can You Imagine How I Feel, On The Other Side, etc.) du groupe The Gladiators de 1969 à 1987. Clinton Fearon est sans conteste l'un des piliers du groupe aux côtés de Albert Griffiths.
Durant ces 18 années, il travaille aussi en tant que session-man au Studio One de Coxsone, au Black Ark Studio de Lee Perry ou encore pour Joe Gibbs, Yabby You, Joseph Hookim et Prince Tony Robinson.
Estimant manquer d'air au sein des Gladiators, il quitte subitement le groupe et s'établit aux États-Unis, à Seattle, à la suite de la tournée américaine des Gladiators de 1987, et compte lancer sa carrière solo. 
Albert Griffiths aura du mal à comprendre ce geste. Clinton crée, à Seattle, The Defenders avec quelques-uns des musiciens des Gladiators. Le groupe connaîtra un succès d’estime avec le maxi Rock Your Bones en 1989. Le groupe cesse son activité en 1992. 
Puis, en 1994 voit le jour le premier album de Clinton Fearon & The Boogie Brown Band (Lamar Lofton à la basse, Girt Bolo à la batterie, John Saba à la guitare et Barbara Kennedy aux claviers) : Disturb The Devil marque véritablement le début de la carrière solo de Clinton Fearon. Il crée le label Boogie Brown Productions. Suivront les albums Mystic Whisper, What A System un double album avec la partie dub mixée par Scientist, et une compilation de ces trois albums en 2002 Soon Come. Deux ans plus tard Give And Take prouve que l'inspiration de Clinton Fearon est toujours au rendez-vous. 
Autre chapitre de sa discographie, Mi An' Mi Guitar (2005) offre l'album acoustique que tout le monde attendait. Clinton y reprend certaines des chansons qu'il a composées à l'époque Gladiators, comme Richman Poorman et Streets of Freedom, et d'autres inédites.
Clinton Fearon publie un nouvel opus en 2006, Visions, qui comporte, comme dans ses précédents albums, de longues et mélodiques chansons qu'il part jouer sur scène aux États-Unis, au Brésil et dans toute l'Europe.
Deux ans plus tard Clinton Fearon décide de reprendre la basse et publie Faculty of Dub, puis publie en 2010 Mi Deh Yah, salué par la critique,. En mars 2012, il sort son album Heart and Soul : un album acoustique dans lequel sont repris de nombreux morceaux de l'époque de The Gladiators. 
Son album Goodness est sorti en mars 2014. Deux ans plus tard, il publie This Morning, précédé par un EP, le bien nommé Waiting.

## Discographie

### Albums
- 1994 - Disturb the Devil (Kool Yu Foot)
- 1997 - Mystic Whisper (Kool Yu Foot)
- 1999 - What a System - (double cd vocal/dub) (Kool Yu Foot)
- 2002 - Soon Come - Best of (Kool Yu Foot)
- 2004 - Give & Take (Kool Yu Foot)
- 2005 - Mi an mi Guitar - Album acoustique (Kool Yu Foot)
- 2006 - Visions (Kool Yu Foot)
- 2008 - Faculty Of Dub (Kool Yu Foot)
- 2010 - Mi Deh Yah (Kool Yu Foot / Makafresh)
- 2012 - Heart And Soul (Kool Yu Foot / Chapter Two)
- 2014 - Goodness (Kool Yu Foot / Chapter Two)
- 2016 - This Morning
- 2019 - History Say
- 2022 - Breaking News
- 2024 - Survival Vibration
- 2025 - Jah Is Love

### Morceaux chantés par Clinton Fearon au sein des Gladiators
- 197X - On The Other Side (album Presenting)
- 197X - Tribulation (album Presenting)
- 197X - Jah Almighty (album Presenting)
- 197X - A Prayer To Thee (album Presenting)
- 197X - Untrue Girl alias Ungrateful Girl (album Bongo Red, titre produit par Lee "Scratch" Perry)
- 1976 - Chatty Chatty Mouth (album Trenchtown Mix Up)
- 1976 - Thief In The Night (album Trenchtown Mix Up)
- 1977 - Can You Imagine How I Feel (album Proverbial Reggae)
- 1977 - Marvel Not (album Proverbial Reggae)
- 1977 - Stop Before You Go (album Proverbial Reggae)
- 1978 - Get Ready (album Naturality)
- 1978 - Give Thanks & Praise (maxi 45T produit par Yabby You et crédité, pour des raisons contractuelles, aux Prophets)
- 1979 - Let Jah Be Praised (album Sweet So Till)
- 1979 - Backyard Meditation ('album Sweet So Till)
- 1979 - Merrily (album Sweet So Till)
- 198X - Miss Jones (face B du maxi 45T Light Up Your Spliff de George Nooks, produit par Prince Tony Robinson)
- 1980 - Oh What A Joy (album GladiAtors)
- 1980 - Disco Reggae (album GladiAtors)
- 1982 - Rich Man, Poor Man (album Back To Roots)
- 1982 - Streets Of Freedom (album Back To Roots)
- 1982 - Follow The Rainbow (album Back To Roots)
- 1982 - One Love (album Reggae To Bone)
- 1982 - I'm Not Crying (compilation Full Time)
- 1984 - Bless Our Soul (réédition de l'album Serious Thing)
- 1984 - New Song/New Vibe (réédition de l'album Serious Thing)

### Singles et morceaux en solo
- 197X - Rise & Shine (duo avec Watty "King" Burnett, produit par Lee "Scratch" Perry)
- 197X - Message To The Nation (label Upsetter, 45T produit par Lee "Scratch" Perry)
- 197X - Stand Firm (label Dat Ma Val, produit par Jimmy Radway)
- 197X - Togetherness (label Sky High, produit par Hartnel Henry)
- 1979 - Black Saturday (tiré du maxi 45T de Gregory Isaacs & U Roy The Tide Is High) - version dub de Stand Firm
- 2009 - Rich Man Poor Man (acoustique) (label 45 T.O.U.R.)
- 2009 - Start All Over (face B du 45T Stop Crying Baby de Mr. T-Bone) (label Mossburg)
- 2014 - Sweet Reggae Music (label Reggae Remedy)
- 2016 - Waiting (2 titres issus de l'album This Morning + 2 dubs) (label Wagram / Chapter Two)
- 2019 - Time (maxi 45T avec 4 versions différentes du même morceaux) (label Boogie Brown Productions)
- 2020 - Fix It (single numérique avec le dub) (label Boogie Brown Productions)

### Apparitions
- 2008 - Songs of Praises sur l'album Trouble Time de Tu Shung Peng
- 2008 - Sleepy Head sur l'album Trouble Time de Tu Shung Peng
- 2009 - Start All Over sur l'album A Love I Can Feel - A Groove for the Cure

### DVD
- Live at Reggae Bash (Lyon 2004)